# Dalton School
La Dalton School, à l'origine la Children's University School, est une école préparatoire du second degré privée et mixte, fondée par Helen Parkhurst en 1919 selon les principes de l'école progressiste dont elle s'inspire. L'école est située dans quatre bâtiments de l'Upper East Side de Manhattan. Elle est membre de l'Ivy Preparatory School League et de l'Interschool de New York.

## Histoire
La Dalton School, initialement appelée Children's University School, est fondée par Helen Parkhurst en 1919. Le « Plan Dalton » de Parkhurst, auquel l'école adhère toujours, reflète le mouvement d'éducation progressiste qui a débuté à la fin du XIXe siècle.
Après avoir expérimenté l'école à classe unique avec Maria Montessori, Helen Parkhurst visite d'autres écoles progressistes en Europe, notamment la Bedales School et rencontre son fondateur et directeur John Haden Badley en Angleterre. Elle développe ce qu'elle appelle le plan Dalton, qui encourage les enseignants et les élèves à travailler ensemble pour atteindre des objectifs individualisés. Le plan de laboratoire est mis en œuvre pour la première fois à titre expérimental au lycée de Dalton, dans le Massachusetts, en 1916. La propriété de sa bienfaitrice Josephine Porter Boardman se situe à proximité de la ville de Dalton. C'est ainsi que le plan de laboratoire Education On The Dalton Plan et l'école prennent ce nom,.

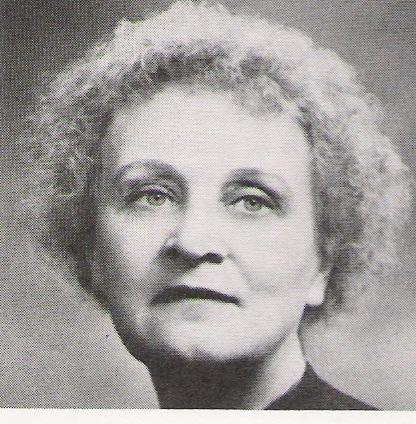
Helen Parkhurst.

En 1919, Helen Parkhurst s'installe à New York, où elle ouvre sa première école sur la 74e Rue, Manhattan Ouest. Des installations plus grandes deviennent bientôt nécessaires ; l'école primaire est déplacée à 72nd Street Ouest et le lycée ouvre ses portes à l'automne 1929 dans le bâtiment actuel au 108 East 89th Street. Eleanor Roosevelt admire le travail d'Helen Parkhurst. Elle joue un rôle important dans l'expansion du nombre d'élèves et des ressources de l'école, en promouvant la fusion entre la Todhunter School pour filles (fondée par Winifred Todhunter) et Dalton en 1939.

## Le plan Dalton
Lors de sa conception en 1917, le plan Dalton définit ces grands principes : les élèves peuvent travailler à leur rythme, en autonomie et répartissent leurs tâches comme ils l'entendent, à partir de « contrats » passés dans chaque discipline. L'enseignant vient en aide et contrôle le travail. Il n'y a pas de test ni d'examen et peu de discipline externe,.
Le plan Dalton est adopté par des écoles du monde entier, notamment en Australie, en Autriche, en Belgique, au Chili, en République tchèque, aux Pays-Bas, et Japon.
Agrandie et modifiée au fil des années, la Dalton School souscrit toujours au plan Dalton que Parkhurst a contribué à créer.

## Admission

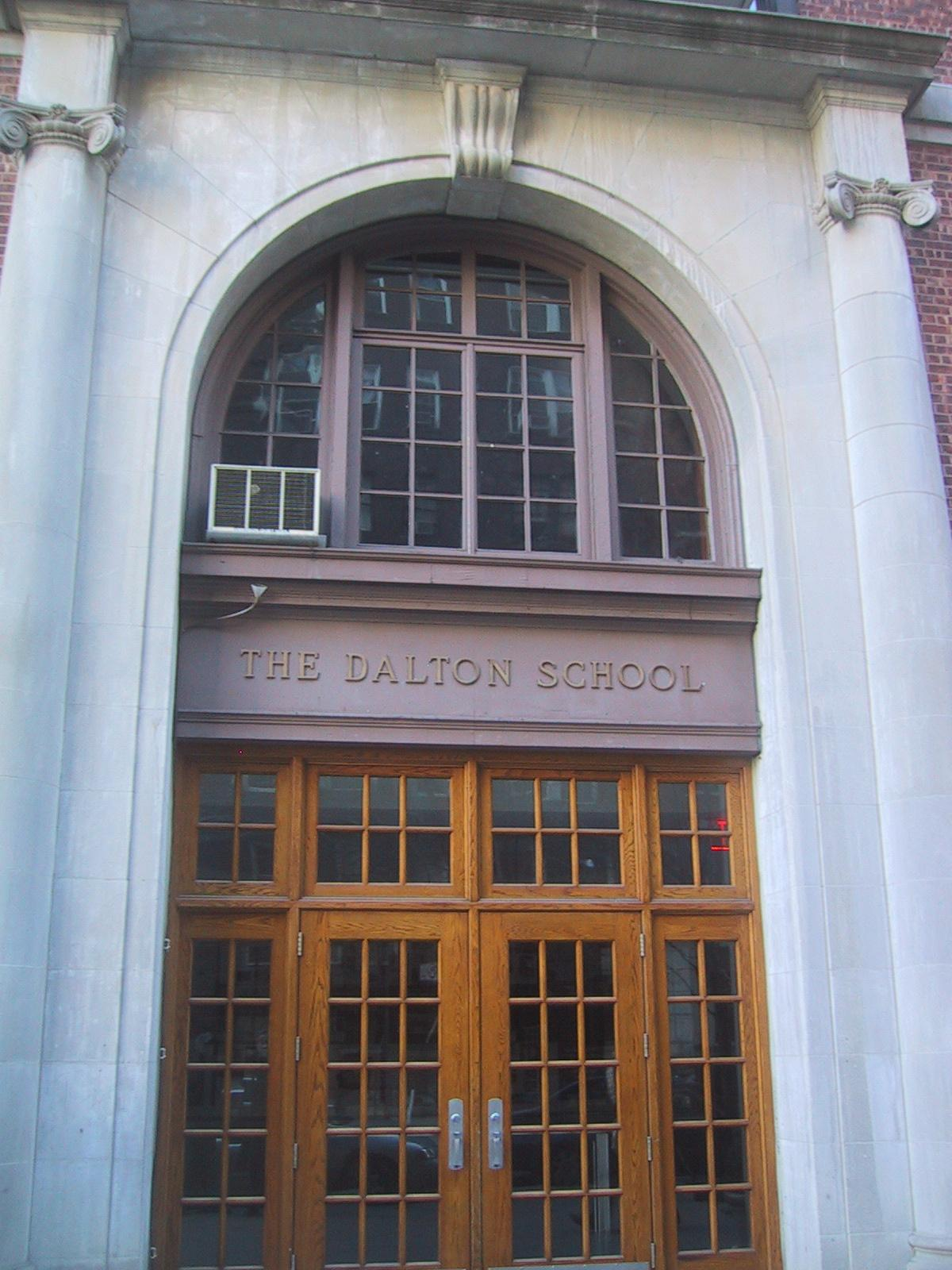
Dalton School.

L'admission à Dalton School se faisait selon un certain nombre de critères comme les dossiers scolaires, les tests ERB et les entretiens. Au début de 2013, le taux d'acceptation global pour les classes K-12 à Dalton était de 14 % selon l'organisme Peterson.
L'anxiété parentale suscitée par ce processus d'admission hautement compétitif fait l'objet d'une couverture médiatique de 1999 à 2001,,.
Longtemps considéré comme un bastion de privilèges, les efforts de Dalton School pour élargir son mandat initial en faveur de la diversité se sont heurtés à des difficultés. En 2010, un budget d'aide financière de 6,5 millions de dollars soutient un programme de sensibilisation à la diversité socio-économique à l'école,. En 2008, les étudiants de couleur représentent 38% du programme Dalton First. Au cours de l'année scolaire 2008-2009, la maternelle est composée de 44% d'enfants de couleur. Des articles du New York Times et de The Atlantic décrivent les difficultés d'intégrations rencontrées par certains enfants afro-américains à l'école, du fait de leur niveau social différent. 
American Promise est un documentaire de PBS qui suit pendant 13 ans deux étudiants afro-américains inscrits à Dalton School dès la maternelle et les défis auxquels ils ont été confrontés en raison du manque de diversité de l'école. En 2020, Dalton School se retrouve dans une controverse lors du mouvement plus large pour la diversité, l'équité et l'inclusion qui suit le meurtre de George Floyd. Les discussions se poursuivent au cours des années scolaires suivantes et aboutissent à la démission du directeur de l'école, Jim Best, à l'arrivée de sa directrice par intérim Ellen Stein, enfin à la nomination de José Manuel De Jesús,. Un groupe de professeurs de l'école écrivent une note pour réinventer Dalton School,.

## Personnes remarquables

### Anciens élèves
- Ronnie Abrams (en), US juge[28]
- Dan Barber, chef[29]
- Tony Blinken, Secrétaire d’État des États-Unis, en fonction depuis 2021[30]
- Montgomery Clift, acteur[31]
- Anderson Cooper, journaliste[32],[33]
- Rachel Covey, actrice[34]
- Claire Danes, actrice[35]
- Edward Downes (en), musicologue et animateur radio
- Naomi Ekperigin (en), écrivaine et comédienne[36]
- Edgar de Evia, photographe[37]
- Samuel R. Delany, écrivain[38]
- Maxim Dlugy, grand-maître d'échecs[39]
- Shaun Donovan, secrétaire au Logement et au Développement urbain des États-Unis et directeur du Bureau de la gestion et du budget[40]
- Noah Emmerich, acteur[41]
- Mark Feuerstein, acteur[37]
- Frances FitzGerald, journaliste[42]
- Barrett Foa, acteur[43]
- Helen Frankenthaler, peintre et designeuse[44]
- Laura Geller (en), rabbin[45]
- Alexis Glick (en), personnalité de la télévision[46]
- Sam Gold (en), directeur de théâtre director, acteur[47]
- Carol Grace, actrice[48]
- Jennifer Grey, actrice[37]
- Jefferson Y. Han (en), chercheur scientifique[49]
- Hannah Higgins, écrivaine[50]
- Marni Hodgkin (en), éditrice livre pour enfants[51]
- A. J. Jacobs, journaliste[52]
- Jason Jorjani (en), écrivain[53]
- Max Joseph, réalisateur[54]
- Brooks Kerr (en), pianiste de jazz[55]
- Rachel Kovner (en), juge fédéral des États-Unis[56]
- Dylan Lauren (en), femme d'affaires[57]
- Steve Lemme, acteur[58]
- Joshua Katz (en), classiciste
- Sean Lennon, musicien[59]
- Andrew Levitas, peintre et sculpteur[60]
- J. Kenji López-Alt (en), chef et auteur de livres de cuisine[61],[62]
- Jenny Lumet, actrice et #MeToo activiste[63]
- Mary Stuart Masterson, actrice[37]
- Helly Nahmad (en), marchand d'art[64]
- Jennifer O'Neill, actrice[37]
- Morgan Pehme (en), réalisateur, journaliste[65]
- Tracy Pollan, actrice[37]
- Dara Resnik (en), scénariste et productrice[66]
- Simon Rich, écrivain[67]
- James B. Rosenwald (en), entrepreneur[68]
- Marco Roth (en), éditeur et fondateur de N+1 magazine[69]
- Eric Schlosser, journaliste[70]
- Wallace Shawn, acteur, auteur de théâtre
- Marian Seldes, actrice[71]
- Fazal Sheikh (en), photographe
- Christian Slater, acteur, producteur[37]
- Jill Stuart, styliste
- Emma Sulkowicz, artiste performeuse[72]
- Veronica Vasicka (en), fondatrice label de disque et DJ[73]
- Josh Waitzkin, joueur d'échecs
- Dean Wareham (en), musicien[74]
- Julie Warner, actrice
- Bokeem Woodbine, acteur[37]
- David Yassky (en), Directeur, New York City Taxi et Limousine Commission
- Matt Yglesias (en), écrivain[réf. souhaitée]
- Andrew Zimmern, chef et critique gastronomique

### Proviseur
L'ancien directeur de l'école Jim Best démissionne en avril 2021 après 16 ans passés à l'école. En novembre 2021, José Manuel De Jesús remplace la directrice par intérim de l'école, Ellen Stein,.

### La Faculté
- Donald Barr, directeur c. 1964-74[76]
- Joe Frank, a enseigné la littérature et la philosophie de 1965 à 1975 ; interprète de radio, écrivain.
- Rhys Caparn, professeur d'art 1946 – 1972[77]
- Jeffrey Epstein, a enseigné le calcul et la physique de 1974 à 1976. Financier, prédateur sexuel reconnu coupable[78]
- Yves Volel, a enseigné c. 1968-1985. Avocat, militant, assassiné alors qu'il se présentait à la présidence haïtienne [79]

## Lectures complémentaires
- Semel, Susan F. « Plan Dalton » dans Dictionnaire historique de l'éducation des femmes aux États-Unis, éd. par Linda Eisenmann (1998) pages 111-113.
- Semel, Susan F. L'école Dalton : La transformation d'une école progressiste (1992).
- (en-US) The Dalton School, A Dalton History in 101 Objects, New York, 11 juillet 2019, 84 p. (lire en ligne)